# Kandalakxa
Kandalakxa (en rus Кандалакша) és una ciutat de l'óblast de Múrmansk, a Rússia.
Kandalakxa es troba al fons del golf de Kandalakxa, a la mar Blanca. És a 205 km al sud de Múrmansk i a 1.298 al nord de Moscou.
La vila existeix des del segle xi. Amb tot el sud de la península de Kola, fou incorporada al segle xiii a la República de Nóvgorod, i el 1478 al Gran Ducat de Moscou.